# Минасян, Вардан Размикович
Варда́н Ра́змикович Минася́н (арм. Վարդան Ռազմիկի Մինասյան; род. 5 января 1974, Ереван) — советский и армянский футболист, армянский футбольный тренер. В прошлом игрок клубов «Зангезур», «АОСС/Пюник», «Эребуни», «Лозанна Спорт», санкт-петербургского «Локомотива», «Пюника».

## Клубная карьера
Вардан Минасян выступал за несколько армянских клубов высшей лиги, но главные достижения были достигнуты вместе с командами «Киликия» (в то время называвшейся «Пюником») до отъезда за границу, и «Пюник», уже после приезда из заграницы. Один сезон Минасян провёл в швейцарской Суперлиге за «Лозанну», где стал обладателем Кубка страны, позже перешёл в петербургский «Локомотив», где отыграл без малого два года.

## Карьера в сборной
Вызов в сборную был получен после блестяще проведённого сезона 1995/96, в котором Вардан забил 6 голов. Первый матч в составе национальной команды провёл 20 июня 1996 года в товарищеском матче против сборной Перу. Всего на счету Вардана 15 матчей в футболке сборной Армении.

## Тренерская карьера
Тренерскую карьеру начал в роли главного тренера молодёжной сборной Армении в августе 2004 года. Покинул пост в 2005, а спустя год стал ассистентом (помощник тренера) в клубе, за который провёл последние свои годы в качестве футболиста. Аналогичная ситуация была и в сборной, где он также занимал должность помощника главного тренера Иана Портерфилда вместе с англичанином Томом Джонсом. В сентябре 2007 года Портерфилд скончался. Минасян и Джонс стали исполняющим обязанности главного тренера и помощником главного тренера соответственно, до окончания года. В начале 2008 года на пост главного тренера был приглашён датский специалист Ян Поульсен, а Минасяну предложили хорошо знакомую должность помощника главного тренера. В марте следующего года Поульсена уволили из-за плохих результатов и Минасян вновь временно стал главным тренером.
В июне 2008 года Вардан сменил на посту главного тренера «Пюника» Армена Гюльбудагянца, после выездного поражения в Капане против местного «Гандзасара». В течение всего сезона клуб вёл заочную борьбу с «Араратом» за титул чемпионов, который был завоёван в золотом матче против того же «Арарата». В 2009 году «Арарат» как конкурент исчерпал свои возможности, а кандидатом стала «Мика». Очередной титул чемпионов Армении подопечные Вардана завоевали за тур до окончания чемпионата. На состоявшейся 22 декабря церемонии награждения, Вардан был удостоен специального приза, учрежденного организацией «Телеком», как лучший тренер Армении 2009 года.
10 февраля, после жеребьёвки сборных к отборочному циклу Евро-2012, приказом президента ФФА Минасян продолжил возглавлять сборную Армении, только уже в официальной должности главного тренера.
С бессменным чемпионом Минасян оформил в сезоне хет-трик. В актив зачислена победа в финале Кубка страны, затем была оформлена победа в Суперкубке, а в ноябре завоёвано чемпионство. Также в конце года, под руководством Минасяна, национальная сборная выступила лучше по сравнению с прошлыми выступления. Посредством этих удачных выступлений и завоёванных наград Минасян попал в список за звание лучшего тренера сезона. В списке итогового результата за звание лучшего тренера сезона Минасян с большим отрывом занял первое место.
В отборочном цикле к чемпионату Европы сборная Армении под руководством Минасяна едва не вышла в стыковые матчи, к которым преградила сборная Ирландии, переиграв в очном матче 2:1. Благодаря этому успеху сборная в табеле ФИФА резко подняла с конца первой сотни в середину. Клубная ситуация у Минасяна ухудшилась относительно прежних сезоном. Перед чемпионатом 2011 года клуб покинули опытные игроки. Трансферов селекционный отдел не совершил, а решил довольствоваться молодёжью из «Пюник-2». Неопытность игроков в играх кубка страны, Премьер-лиги и Лиги чемпионов ухудшили результаты клуба.
В ноябре Минасяна на посту главного тренера «Пюника» сменил Сурен Чахалян, а сам Минасян перешёл на должность технического директора клуба. Чахалян в свою очередь, пробыв год в занимаемой должности, был уволен 8 сентября 2012 года со своего поста, из-за нарушения спортивной дисциплины. В тот же день руководство клуба официально сообщило временном назначении на данную должность Вардана Минасяна. Однако затем главным тренером клуба был назначен Рафаэл Назарян.

## Достижения

### Командные достижения
«Киликия»
- Чемпион Армении (3): 1992, 1995/96, 1996/97
- Серебряный призёр Чемпионата Армении (2): 1994, 1995
- Бронзовый призёр Чемпионата Армении: 1997
- Обладатель Кубка Армении: 1995/96
- Финалист Кубка Армении (2): 1992, 1996/97
- Обладатель Суперкубка Армении: 1997
- Финалист Суперкубка Армении: 1996

«Ереван»
- Бронзовый призёр Чемпионата Армении: 1998

«Пюник»
- Чемпион Армении (3): 2001, 2002, 2003
- Обладатель Кубка Армении: 2002
- Обладатель Суперкубка Армении: 2002

«Лозанна-Спорт»
- Обладатель Кубка Швейцарии: 1998/99

### Достижения в качестве тренера
«Пюник»
- Чемпион Армении (3): 2008, 2009, 2010
- Обладатель Кубка Армении (2): 2009, 2010
- Обладатель Суперкубка Армении (2): 2010, 2011
- Финалист Суперкубка Армении: 2009

«Арарат-Армения»
- Чемпион Армении (2): 2018/19, 2019/20
- Обладатель Кубка Армении: 2023/24[12]
- Обладатель Суперкубка Армении: 2025[13]

### Личные достижения
- Футболист года в Армении: 2001
- Лучший тренер Армении (6): 2009—2013, 2019
- Приз Panarmenian.net «за вклад в развитие армянского футбола в прошлом году»: 2010